# Izvorovo (Targovisjte)
Izvorovo (Bulgaars: Изворово) is een dorp in Bulgarije. Het is gelegen in de gemeente Antonovo in de oblast Targovisjte. Het dorp ligt hemelsbreed 26 km ten zuidwesten van de stad Targovisjte en 246 km ten noordoosten van de hoofdstad Sofia.

## Bevolking
Op 31 december 2020 telde het dorp Izvorovo 391 inwoners, een daling ten opzichte van het maximum van 737 personen in 1934.
| Bevolkingsontwikkeling tussen 1934 en 2020          |
| --------------------------------------------------- |
|                                                     |
| Bron: Nationaal Statistisch Instituut van Bulgarije |

Het dorp wordt grotendeels bewoond door etnische Roma, maar er is ook een relatief grote minderheid van etnische Bulgaren.
| Etnische samenstelling van de respondenten (2011) | Etnische samenstelling van de respondenten (2011) | Etnische samenstelling van de respondenten (2011) | Etnische samenstelling van de respondenten (2011) | Etnische samenstelling van de respondenten (2011) |
| ------------------------------------------------- | ------------------------------------------------- | ------------------------------------------------- | ------------------------------------------------- | ------------------------------------------------- |
|                                                   |                                                   |                                                   |                                                   |                                                   |
| Bulgaren                                          | Bulgaren                                          |                                                   | 28,0%                                             | 28,0%                                             |
| Turken                                            | Turken                                            |                                                   | 2,3%                                              | 2,3%                                              |
| Roma                                              | Roma                                              |                                                   | 69,4%                                             | 69,4%                                             |
| Anders/Onbekend                                   | Anders/Onbekend                                   |                                                   | 0,3%                                              | 0,3%                                              |